# Margarita Belandria
Margarita Belandria es una escritora, catedrática y jurista venezolana.

## Biografía
Nació en Canaguá, capital del municipio Arzobispo Chacón del estado Mérida (Venezuela).Escribe ensayo, cuento, novela y poesía, es jurista y magíster en Filosofía y profesora (Titular) de la Universidad de Los Andes  (ULA) en el área de Filosofía, Lógica y Hermenéutica. Autora de libros y numerosos ensayos publicados en revistas impresas y electrónicas.

## Actividades
Entre sus múltiples actividades se pueden señalar las siguientes: Coordinadora de la Maestría de Filosofía. Facultad de Humanidades y Educación. Universidad de Los Andes (1/3/2011 - 31/3/2015).
Fundadora del Grupo de Investigaciones sobre Lógica y Filosofía del Lenguaje, adscrito a la Maestría de Filosofía (ULA), junto con los profesores Pompeyo Ramis y Andrés Suzzarini. Invitada de honor al V Encuentro Internacional de Escritores en el Caribe, Playa del Carmen (México), 2003. Participante Invitada en el Recital Poético de la VI Bienal de Literatura “Mariano Picón Salas”. Mérida 2005 y en anteriores bienales. Jurado del Tercer Concurso de Poesía “Simón Darío Ramírez”, convocado por la Asociación de Escritores de Mérida (Venezuela), 2007. Jurado del IV Concurso de Narrativa Antonio Márquez Salas, convocado por la Asociación de Escritores de Mérida (Venezuela), 2008. Jurado en varias oportunidades del Concurso de Narrativa (DAES-ULA). Vicepresidente de la Asociación de Escritores de Mérida, 2008-2012. Fundadora, junto con Mayda Hočevar, del Grupo de Investigaciones Filosofía, Derecho y Sociedad (G-SOFID), adscrito al Centro de Investigaciones Jurídicas, Facultad de Ciencias Jurídicas y Políticas de la ULA, en el año 1995. Directora fundadora de la revista Dikaiosyne, editada por el G-SOFID (ULA), fundada el 3 de diciembre de 1997, en la cual se publican artículos (de autores nacionales e internacionales) que versan sobre temas relacionados con la filosofía práctica, esto es, sobre los diversos fenómenos del obrar humano: éticos, jurídicos, políticos, etc. Ha sido ponente invitada a diversos congresos nacionales e internacionales, entre ellos: el I Coloquio Nacional de Lógica celebrado en el marco del V Congreso Nacional de Filosofía. Universidad Central del Venezuela. Caracas. 1999. Título de la ponencia: "Reflexiones acerca de la enseñanza de la lógica en los estudios jurídicos". Segundo Simposio Internacional: construcción del conocimiento en América Latina y el Caribe. Universidad de Quintana Roo. Chetumal, México. 25 al 27 de noviembre de 2002. Título de la ponencia: "El saber en peligro". Con el título de "El Príncipe y Maquiavelo" presentó su ponencia pronunciada en el Coloquio «A quinientos años de El príncipe de Maquiavelo (1469 – 1527). “Su actualidad filosófica en Hispanoamérica”». Organizado por el Doctorado en Filosofía y la Dirección de Cultura de la Universidad de Los Andes, que se llevó a cabo en el Teatro César Rengifo. Mérida, 5 de diciembre de 2013. Desde 2020 es colaboradora del Suplemento Cultural El Corredor Mediterráneo (Diario Puntal. Córdoba - Argentina).

## Membresías
Margarita Belandria es miembro activo de las siguientes instituciones académicas y culturales:
- Sociedad Venezolana de Filosofía.
- Asociación de Profesores de la Universidad de Los Andes.
- Red Iberoamericana de Kant: Ética, Política y Sociedad (RIKEPS).
- Colegio de Abogados del Estado Mérida.
- Asociación de Escritores de Mérida.
- Círculo de Escritores de Venezuela.

## Publicaciones literarias
Entre sus muchas publicaciones, se pueden señalar las siguientes:
- Qué bien suena este llanto(Coedición del CENAL y la Asociación de Escritores de Mérida. Mérida, 2006), novela ésta que recibió Mención Honorífica en el I Concurso de Narrativa "Antonio Márquez Salas", convocado por la Asociación de Escritores de Mérida, septiembre de 2004. Esta novela fue objeto de estudio en el Seminario sobre Escritoras Iberoamericanas, en la Maestría de Literatura de la Universidad de Los Andes y ha sido reseñada por distintos autores españoles y venezolanos, entre ellos José Calvo González, Eduardo Casanova Sucre, Ricardo Gil Otaiza y Gladys Portuondo.
- Segunda edición de la novela Qué bien suena este llanto. Dirección de Cultura de la Universidad de Los Andes (ULA). Mérida-Venezuela, 2016.
- Libro de poemas Otros puntos cardinales (Coedición del CENAL y la Asociación de Escritores de Mérida. Mérida, 2006). Este poemario obtuvo Mención de Honor en el II Concurso de Poesía "Simón Darío Ramírez", convocado por la AEM en el año 2005.
- Selección de poemas publicados en la I Antología de Poesía de la Asociación de Escritores de Mérida. Mérida, 2005; III Antología de Poesía, AEM. Mérida 2006; en la revista La Palabra, n.º 8 (INBCYBA), Barinas (estado)|Barinas-Venezuela, 2006.
- En Totumos (cuento),  III Antología de Narrativa, AEM. Mérida, 2006, en la revista electrónica Paradojas (México) y en Letras en Rebeldía (México).
- En el baile (cuento), revista País de Papel N.º 3. Mérida-Venezuela, 2014.
- El encuentro (cuento), revista País de Papel N.º 4. Mérida-Venezuela, 2015-2017.
- La sospecha (cuento), revista Palabra Abierta.

## Publicaciones académicas
Libros
- Guía práctica de lengua castellana.  Ediciones FAHE. Universidad de Los Andes. Mérida-Venezuela, 2014. ISBN 978-980-11-1618-9. Disponible en el repositorio de Saber ULA http://www.saber.ula.ve/handle/123456789/47354
- Fundamentación filosófica del derecho en Kant. Editorial Académica Española. Alemania, 2012. ISBN 978-3-8484-6630-6.
- Temas de lógica y hermenéutica jurídica. 2024.  ISBN:  978-980-18-4022-0. Disponible en Saber ULA http://www.saber.ula.ve/handle/123456789/50484

Recensiones
- Sobre el libro Siete ensayos sobre Kant del filósofo venezolano Alberto Rosales, revista  Filosofía, N.º 6 (editada por el Postgrado de Filosofía. ULA. 1994).
- Sobre el libro El final de la filosofía de Alberto Rosales, revista Dikaiosyne, N.º 6. ULA, Mérida.
- Sobre el libro Esencia prejurídica del Derecho de Pompeyo Ramis, revista Dikaiosyne  N.º 8.
- Sobre el libro Racionalidad y Justicia de Carlos Casanova, revista Dikaiosyne  N.º 13.
- Semblanza del jurista venezolano Tulio Chiossone. Revista Dikaiosyne  N.º 19.
- Rafael Pizani en el centenario de su nacimiento. Revista Dikaiosyne  N.º 22.

Artículos en revistas científicas
- Kant: la libertad como condición de posibilidad de la ley moral. Anuario de Derecho N.º 19, revista editada por el Centro de Investigaciones Jurídicas. Facultad de Ciencias Jurídicas y Políticas. ULA - Mérida, 1996.
- Estructura ontológica del sujeto práctico kantiano, revista Filosofía N.º 19.  ULA - Mérida, 2008.
- Investigaciones sobre la fundamentación del yo en Fichte y Schelling y la crítica hegeliana a esta última fundamentación. Anuario de Derecho (ídem), N.º 20. Año 1997-98.
- Una introducción a la doctrina iusfilosófica kantiana. Anuario de Derecho (ídem), N.º 22. Año 2000.
- Reflexiones acerca de la enseñanza de la lógica en los estudios jurídicos, revista Dikaiosyne N.º 3-4. ULA, Mérida, 2000.
- Ley moral e imperativo categórico en la doctrina ética kantiana, revista Filosofía N.º 20. ULA, Mérida,2009.
- Algunas ideas para la reforma de la universidad, revista Dikaiosyne N.º 5, ULA. Mérida, 2000.
- Elementos de la metafísica kantiana en los que se funda el Derecho, revista Dikaiosyne, N.º 6, junio de 2001
- Ética y condición humana, revista Dikaiosyne N.º 7. Diciembre de 2001.
- El concepto platónico de justicia, Dikaiosyne N.º 8. Junio de 2002.
- La Lógica en el Derecho (coautoría con Andrés Suzzarini), Dikaiosyne, N.º 9. Diciembre de 2002.
- El saber en peligro, revista Dikaiosyne N.º 9. Diciembre de 2002.
- Descomposición del lenguaje y descomposición social, revista EDUCERE, Año 5, N.º 16, ULA, 2002.
- Hacia una noción de globalización, Dikaiosyne, N.º 11. ULA. Mérida, diciembre de 2003.
- La libertad de expresión: de la doctrina a la ley, Dikaiosyne N.º 14. ULA. Mérida, junio de 2005.
- Fundamentos axiológicos de la libertad de expresión,  Dikaiosyne N.º 15. ULA. Mérida, diciembre de 2005.
- Venezuela, ¿un Estado de Derecho? Dikaiosyne N.º 17. ULA. Mérida, 2006.
- El silogismo categórico y su validez. Revista Filosofía N.º 25. ULA. Mérida.
- Socialismo y utopía, Dikaiosyne N.º 26. ULA.
- Andrés Suzzarini y su aporte a la lógica y la filosofía. Revista Filosofía N.º 27. Universidad de Los Andes (ULA). Mérida-Venezuela. 2016. Edición en homenaje al Profesor Andrés Suzzarini, filósofo y especialista cultivador de la Lógica.

Artículos en diccionarios
- Voz “Tulio Chiossone" (1905 – 2001), “Diccionario crítico de juristas españoles, portugueses y latinoamericanos”. Universidad de Málaga. España, 2008.
- Voz “Caracciolo Parra León" (1905 – 2001), “Diccionario crítico de juristas españoles, portugueses y latinoamericanos”. Universidad de Málaga.
- Voz “Rafael Pizani”  en el “Diccionario crítico de juristas españoles, portugueses y latinoamericanos”. Universidad de Málaga.

## Otros escritos
- «El verbo y la ira», diario Frontera (Mérida), 25 de septiembre de 2008.
- «El lenguaje y el verbo haber», primera publicación en el diario Frontera (Mérida), 6 de abril de 2001.
- «Universidad y reforma», revista electrónica Venezuela Analítica.
- «Lenguaje, feminismo y constitución», diario Frontera (Mérida), 4 de junio de 2001.
- «Masificación y mala educación», revista electrónica Venezuela Analítica.
- «La vigencia de Maquiavelo», diario Frontera (Mérida), 1 de julio de 1994.
- «La responsabilidad del filósofo en los tiempos de crisis», diario Frontera (Mérida), 29 de octubre de 1994.
- «La vindicación de la ley», diario Frontera (Mérida), 20 de septiembre de 1993.
- «El príncipe y Maquiavelo».
- «Banalización del lenguaje», revista Venezuela Analítica, 2019.
- «Sobre el uso del verbo haber», Suplemento cultural El Corredor Mediterráneo (diario Puntal), N° 903, del 13 de mayo de 2020.Argentina.
- «En torno a la lógica y el lenguaje». Suplemento cultural El Corredor Mediterráneo (diario Puntal), 917, del 19 de agosto de 2020.Argentina.
- «¿Un feminismo platónico?». Suplemento cultural El Corredor Mediterráneo (diario Puntal), N° 931, del 25 de noviembre de 2020.

## Premios y reconocimientos académicos
- -CONADES: Premio a la Excelencia Académica.  Comisión Nacional para el desarrollo de la Educación Superior 1998.
- PPI Nivel II. (2004 y 2009). FONACIT. Ministerio de Ciencia y Tecnología. (Caracas-Venezuela).
- Premio Estímulo al Investigador (PEI) 1997, CDCHT (Universidad de Los Andes -ULA. Mérida-Venezuela).
- Premio Estímulo al Investigador (PEI) anualmente desde el 2001 hasta el 2011(ULA).
- PEII-ONCTI. Nivel "B" (2011).